# Čović Polje
Čović Polje es un pueblo de la municipalidad de Orašje, en el cantón de Posavina, Bosnia y Herzegovina.

## Superficie
Posee una superficie de 0,42 kilómetros cuadrados.

## Demografía
Hasta 1991 la población era de 796 habitantes.